# Sauda (plaats)
Sauda is een plaats in de Noorse gemeente Sauda, provincie Rogaland. Sauda telt 4244 inwoners (2007) en heeft een oppervlakte van 4,59 km².